# Ken Henry
Kenneth ("Ken") Charles Henry (Chicago (Illinois), 7 januari 1929 – Lake Bluff (Illinois), 1 maart 2009) is een voormalig Amerikaans langebaanschaatser.
Henry nam driemaal deel aan de Olympische Winterspelen (in 1948, 1952 en 1956). Op de Winterspelen van 1948 in Sankt Moritz maakte hij zijn internationale debuut in de leeftijd van 19 jaar. Hij werd vijfde op de 500 meter met slechts 0,1 seconden afstand van het zilver en 0,2 seconden afstand van het goud dat naar de Noorse schaatser Finn Helgesen ging.
In de jaren die volgden zette hij goede prestaties neer tijdens de Wereldkampioenschappen Allround van 1949 en 1950 door beide keren vierde te worden.
Op de Winterspelen van 1952 in Oslo was Henry ongenaakbaar op de 500 meter. Hij won goud met een voorsprong van 0,7 seconden op de zilverenmedaillewinnaar en landgenoot Don McDermott. Henry nam nog wel deel aan de Winterspelen van 1956 in Cortina d'Ampezzo, maar hier eindigde hij op de 500 meter op de zeventiende plaats.

## Resultaten
| Jaar | EK Allround | WK Allround | Olympische Spelen            |
| ---- | ----------- | ----------- | ---------------------------- |
| 1948 | NC14        |             | 5e 500m 22e 1500m 18e 5000m  |
| 1949 |             | 4e          |                              |
| 1950 |             | 4e          |                              |
| 1951 |             |             |                              |
| 1952 |             | NC15        | 500m · 16e 1500m · 29e 5000m |
| 1953 |             |             |                              |
| 1954 |             |             |                              |
| 1955 |             | NC28        |                              |
| 1956 |             |             | 17e 500m                     |

NC# = niet gekwalificeerd voor de laatste afstand, maar wel als # geklasseerd in de eindrangschikking

### Medaillespiegel
| Kampioenschap     | Goud · | Zilver · | Brons · |
| ----------------- | ------ | -------- | ------- |
| Olympische Spelen | 1      | 0        | 0       |

1924: Charles Jewtraw ·
1928: Clas Thunberg/Bernt Evensen ·
1932: Jack Shea ·
1936: Ivar Ballangrud ·
1948: Finn Helgesen ·
1952: Ken Henry ·
1956: Jevgeni Grisjin ·
1960: Jevgeni Grisjin ·
1964: Richard McDermott ·
1968: Erhard Keller ·
1972: Erhard Keller ·
1976: Jevgeni Koelikov ·
1980: Eric Heiden ·
1984: Sergej Fokitsjev ·
1988: Uwe-Jens Mey ·
1992: Uwe-Jens Mey ·
1994: Aleksandr Goloebev ·
1998: Hiroyasu Shimizu ·
2002: Casey FitzRandolph ·
2006: Joey Cheek ·
2010: Mo Tae-bum ·
2014: Michel Mulder ·
2018: Håvard Holmefjord Lorentzen ·
2022: Gao Tingyu